# Världsutställningen 1962
Världsutställningen 1962 (Seattle World's Fair) var en världsutställning, som arrangerades i Seattle i USA mellan april 1962 – oktober 1962.